# Crkva Sv. Križa u Donjem Humcu
Crkva Sv. Križa nalazi se u Donjem Humcu, općina Nerežišća, otok Brač.

## Opis
Na zapadnoj strani sklopa kuća Jakšić - Martinović je manja gotička kapela posvećena Sv. Križu. Vrijeme nastanka je od 18. do 20. stoljeća.

## Zaštita
Sa sklopom kuća Jakšić - Martinović pod oznakom Z-1437 zavedena je kao nepokretno kulturno dobro - pojedinačno, pravna statusa zaštićena kulturnog dobra, klasificirano kao "sakralno-profana graditeljska baština".